# タンジュン・プングリ
タンジュン・プングリ (マレー語: Tanjung Pengelih) とは、マレーシアのジョホール州にある岬である。
マレー半島南端東側のジョホール海峡入口に位置し、コタ・ティンギ郡プングラン行政村に属する。シンガポールのチャンギが対岸で海上交通の要所であることから、20世紀初頭から海峡植民地の防衛拠点として砲台が設けられていた。現在でも岬には砲台跡やマレーシア海軍の基地が、岬背後のプングラン丘陵 (Bukit Pengerang) 頂上には、マレーシア海上監視システム (略称: MSSS, Malaysia Sea Surveillance Systems) が設置されている。

## 主要施設
- プングラン砲台跡
- タンジュン・プングリ桟橋・公共マリーナ
- マレーシア海軍タンジュン・プングリ基地 (新兵トレーニング・センター)

## アクセス

### 港湾
- タンジュン・プングリ桟橋

シンガポールのチャンギ・ビレッジまで、小型船 (Bumboat) が就航している。

### 道路
- ジョホール州道J52号線

スンガイ・ルンギッ (Sungai Renggit)まで、約 18 Km 。